# Massacres de Dziatlava
Les massacres de Dziatlava (yiddish : Zhetel, polonais : Zdzięcioł, biélorusse : Dzyatlava) sont deux fusillades de masse consécutives menées à trois mois d'intervalle pendant la Shoah, en février et avril 1942, relevant de la Shoah par balles. La ville de Zdzięcioł était située dans la voïvodie de Nowogródek de la Seconde République de Pologne avant la Seconde Guerre mondiale.
Les autorités allemandes créent le ghetto de Dziatlava en février 1942 et regroupent tous les Juifs polonais de la ville (soit 4 500 personnes). Deux mois plus tard, fin avril 1942, l'escadron de la mort allemand mobile, aidé par les bataillons de police auxiliaire lituaniens et biélorusse, encercle le ghetto et ordonne à tous les Juifs de quitter leurs maisons en, vue d'une « sélection ». Les victimes sont escortées jusqu'à la place principale et obligées d'attendre jusqu'à l'aube. Le lendemain, ceux ayant des certificats de travail sont libérés avec leurs familles, et tous les autres progressivement emmenés hors de la ville en groupes pour « relocalisation ». Au total, environ 1 000 à 1 200 Juifs sont conduits vers la forêt de Kurpiesze (Kurpyash) et assassinés par vagues le 30 avril 1942. Le deuxième massacre a lieu plus de trois mois plus tard, le 6 août 1942, lors de la liquidation du ghetto de Dziatlava. Quelque 1 500 à 2 000 Juifs, peut-être jusqu'à 3 000 selon différentes sources (peut-être un nombre combiné), ont été assassinés dans le cimetière juif,,, dans l'enceinte même du ghetto.

## Le premier massacre
Le 22 février 1942, les autorités allemandes apposent dans la ville des affiches annonçant que tous les Juifs doivent emménager dans le nouveau ghetto, aménagé autour de la synagogue et du bâtiment Talmud Torah. Le 29 avril, les Allemands arrêtent le Judenrat et à l'aube du 30 avril, les détenus du ghetto sont réveillés par des coups de feu à l'intérieur du ghetto. Les Allemands annoncent par l’intermédiaire du Judenrat que tous les Juifs doivent se rendre dans l'ancien cimetière situé dans les limites du ghetto. Dans le même temps, les Allemands et leurs collaborateurs locaux biélorusses et lituaniens commencent à chasser les Juifs de leurs maisons, frappant, donnant des coups de pied et tirant sur ceux hésitant à obéir. Une sélection est alors opérée : les femmes, les enfants et les vieillards sont envoyés à gauche, les jeunes ouvriers qualifiés à droite.
Environ 1 200 Juifs (le nombre exact est inconnu, le monument indiquant 3 000) sont chassés par les rues de la ville jusqu'au bois, dans les faubourgs au sud de Dziatlava. Dans le bois, des fossés avaient déjà été creusés et les Juifs commencent à être fusillés par groupe de 20 personnes. Durant cette Aktion — terme employé par les nazis pour désigner les massacres de masse de Juifs —, le commissaire allemand du district écarta ceux dont il connaissait la qualité professionnelle, ainsi que les membres de leur famille. Cela sauva momentanément une centaine de Juifs qui retournèrent dans le ghetto. Le massacre fut mené par les Allemands et la police biélorusse locale.

## Le second massacre

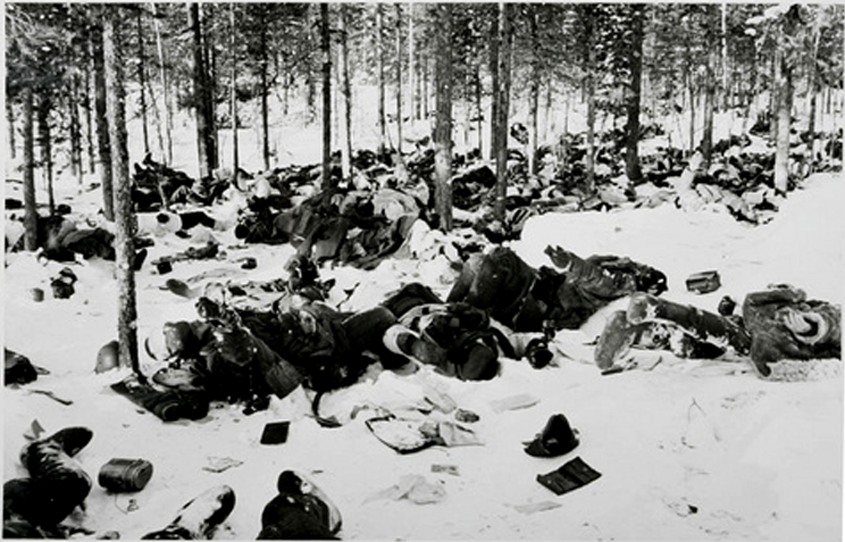
Forêt et corps enneigés après le massacre de Dzyatlava.

Le second massacre des Juifs du ghetto commença le 10 août 1942 et se prolongea pendant trois jours car certains d'entre-eux se cachèrent dans les caches souterraines préparées à l'avance. Au cours du nettoyage du ghetto, quelque 2 000 à 3 000 Juifs sont abattus dans trois fosses communes du cimetière juif de la périphérie sud de Zdzięcioł, soit environ 1 000 personnes chacune. Un peu plus de 200 artisans juifs sont transférés dans le ghetto de Novogroudok. 
C'est comme cela que se termina le ghetto de Dziatlava et de la communauté juive de cette bourgade. Le total des juifs torturés et tués pendant l'occupation s'élève à 3 500. Quelques centaines de Juifs purent se sauver et la plupart d'entre eux survécut jusqu'à la libération en vivant dans des familles dans des camps de partisans,.
La nouvelle se répandit parmi les Juifs des camps de travail de Dworzec, Novogroudok et d'autres villes, au sujet du détachement partisan Zhetel formé par les Soviétiques. Un certain nombre de Juifs (environ 120 personnes) les ont rejoints dans les forêts de Lipichany après leur évasion réussie du massacre allemand d'août 1942. Le détachement Zhetler commandé par Hirsch Kaplinski s'est également vengé à son tour des collaborateurs locaux. Un acte de vengeance eut lieu dans le village de Molery le 10 septembre 1942. Après avoir éliminé deux collaborateurs, les partisans juifs informèrent le doyen du village et les villageois locaux des raisons précises de ces représailles. On estime qu'environ 370 partisans juifs de Dzyatlava ont survécu à la guerre. 
Aujourd'hui, sur les deux cimetières juifs de la ville, un seul possède des tombes signalées.